# Akt kobiety leżącej (obraz Leona Wyczółkowskiego)
Akt kobiety leżącej (Akt z czerwoną draperią) – akt olejny Leona Wyczółkowskiego namalowany około 1908.
Obraz obecnie znajduje się w zbiorach Muzeum Narodowego w Krakowie (nr inw. MNK II-b-918 ), gdzie trafił w 1920 jako dar. Wymiary dzieła wynoszą – wysokość: 53 cm, szerokość: 87 cm (z ramą – wysokość: 66,5 cm, szerokość: 102 cm). Na obrazie umieszczona jest sygnatura autorska L.Wyczół..
Dzieło należy do rzadkich w twórczości Wyczółkowskiego przedstawień aktów. Obraz utrzymany jest w ciepłych tonacjach brązu i beżu, podkreślających perłowy w kolorystyce akt kobiety. Niewielki fragment czerwonej draperii po prawej stronie urozmaica kolorystycznie całość i zamyka obraz kompozycyjnie.

## Udział w wydarzeniach
Obraz był lub jest prezentowany m.in. na poniższych wystawach:
- 150. rocznica urodzin Leona Wyczółkowskiego, 2002-04-11 – 2002-09-15; Muzeum Okręgowe im. Leona Wyczółkowskiego w Bydgoszczy
- Leon Wyczółkowski / II edycja, 2003-08-08 – 2003-09-28; Muzeum Historii Miasta Łodzi
- Leon Wyczółkowski / III edycja, 2003-10-06 – 2003-11-30; Agencja KONTAKT
- Leon Wyczółkowski 1853-1936. W 150. rocznicę urodzin artysty, 2003-12-15 – 2004-02-29; Zamek Książąt Pomorskich w Szczecinie
- Młoda Polska. Słowa. Obrazy. Przestrzenie, 2007-09-02 – 2008-01-27; Muzeum Literatury im. Adama Mickiewicza
- Zawsze Młoda! Polska sztuka około 1900, 2012-09-26 – 2013-09-29; Krystyna Kulig-Janarek
- Zawsze Młoda! Polska sztuka około 1900, 2015-10-29 – 2016-01-31; Krystyna Kulig-Janarek, Bogusław Ruśnica, Muzeum Narodowe w Krakowie
- Malarze Młodej Polski, 2018-10-12 – 2018-12-02; Samorządowe Centrum Kultury w Mielcu
- Stała ekspozycja poświęcona Leonowi Wyczółkowskiemu, 2009-05-11 – 2011-05-08; Muzeum Okręgowe im. Leona Wyczółkowskiego w Bydgoszczy